# Ticknor and Fields

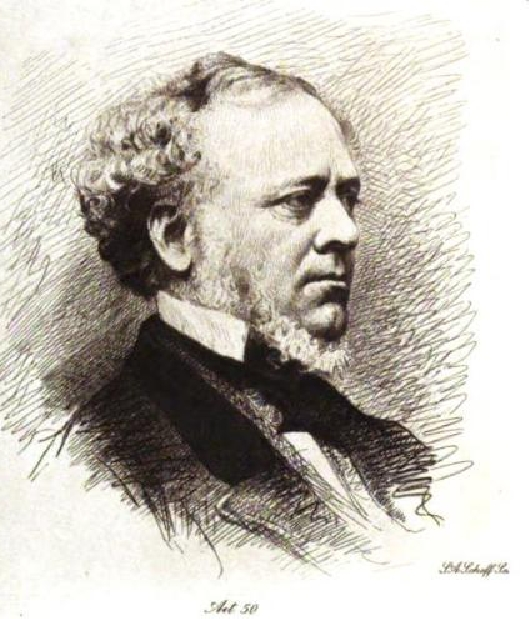
William Ticknor.

Ticknor and Fields est une maison d'édition américaine basée à Boston, dans le Massachusetts.
Fondée en 1854 par William Ticknor (en), James Thomas Fields  et John Allen, elle a été rachetée par Houghton Mifflin Harcourt en 1889. Le siège historique était l'Old Corner Bookstore à Boston.

## Auteurs éditées
- Horatio Alger,
- Lydia Maria Child,
- Rebecca Harding Davis,
- Charles Dickens,
- Mary Abigail Dodge,
- Ralph Waldo Emerson,
- Nathaniel Hawthorne,
- Oliver Wendell Holmes,
- Henry Wadsworth Longfellow,
- James Russell Lowell,
- Harriet Beecher Stowe,
- Alfred Tennyson,
- Henry David Thoreau,
- Mark Twain,
- John Greenleaf Whittier